# Bonnefamille
Bonnefamille – miejscowość i gmina we Francji, w regionie Owernia-Rodan-Alpy, w departamencie Isère.
Według danych na rok 1990 gminę zamieszkiwało 787 osób, a gęstość zaludnienia wynosiła 83 osób/km² (wśród 2880 gmin regionu Rodan-Alpy Bonnefamille plasuje się na 916. miejscu pod względem liczby ludności, natomiast pod względem powierzchni na miejscu 1161.).
Od 1998 gminą partnerską jest niemieckie Glonn.